# Ruppina
Ruppina est le nom d'un "projet vocaliste" d'avex trax, avec la chanteuse japonaise Mai Kudoh. Le projet débute en décembre 2002 avec le single Free Will, puis FAITH, respectivement, les 9e et 10e génériques de fin de l'animé à succès One Piece.
Le projet est arrêté en 2005, après cinq singles et quatre albums. La chanteuse continue alors sa carrière sous le nom Mai. Après trois singles et un album en solo, elle reprend le projet Ruppina en 2007 en ouvrant un nouveau blog. Après deux ans sans activité discographique, un mini-album sort finalement en mars 2009 sous le nom Ruppina+.

## Discographie

### Singles
- Free Will (2002) (9e générique de fin de l'animé One Piece)
- violet flow (2003)
- FAITH (2003) (10e générique de fin de l'animé One Piece)
- You Are (2003)
- in the name of love (2004)

### Albums
- Ruppina (2003) (mini-album)
- Ruppina II (2003) (mini-album)
- in the name of love (2004)
- Return to Tomorrow (2009) (mini-album, sous le nom "Ruppina+")

### Compilation
- Ruppina BEST (2005)